# Karolina Żurowska
Karolina Michalina Petronela Żurowska z domu Kraińska, ps. „Lola” (ur. 29 kwietnia 1891 w Przemyślu, zm. 5 czerwca 1980 w Lund) – polska przedsiębiorczyni.

## Życiorys

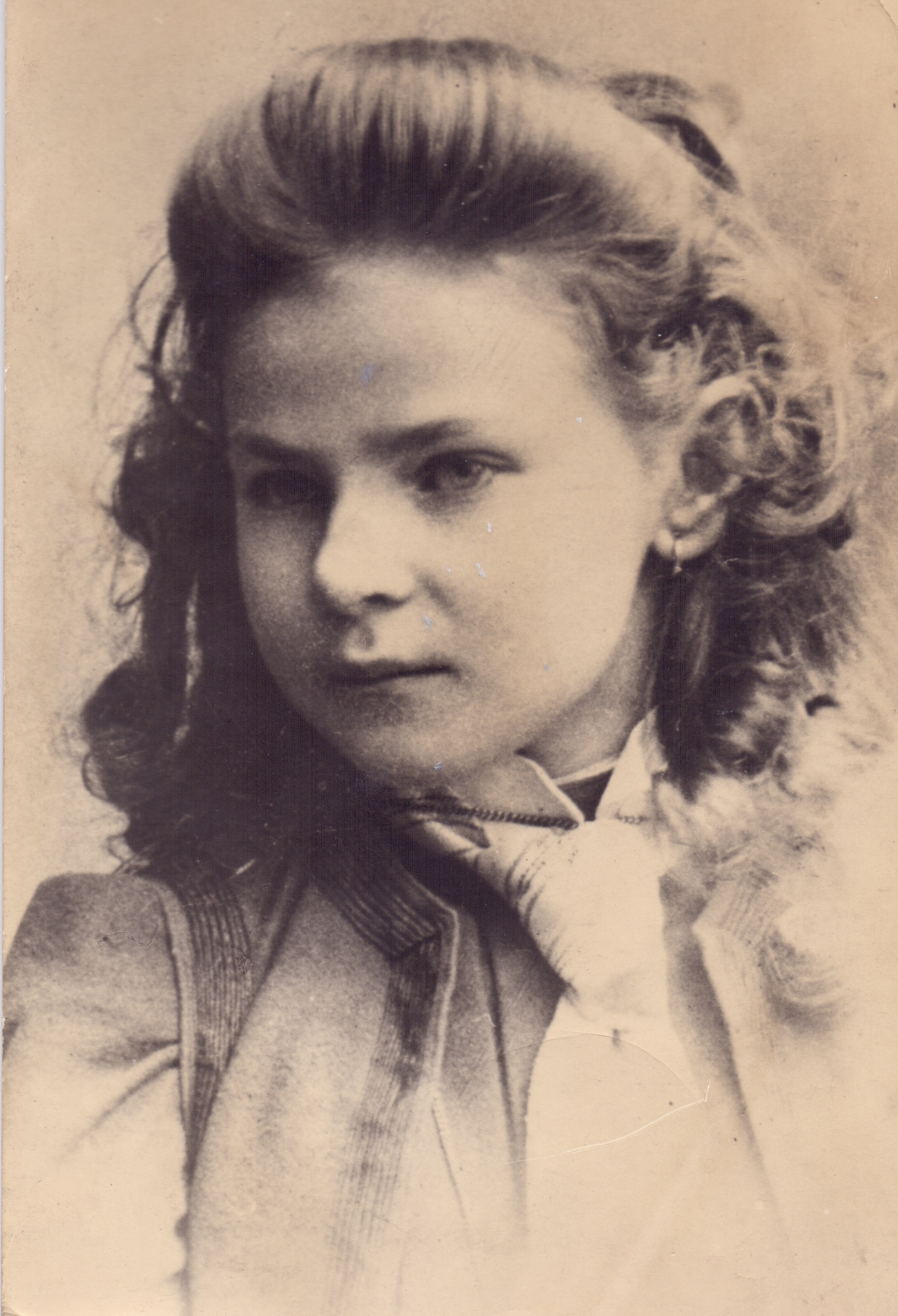
Ok. 1903 r.

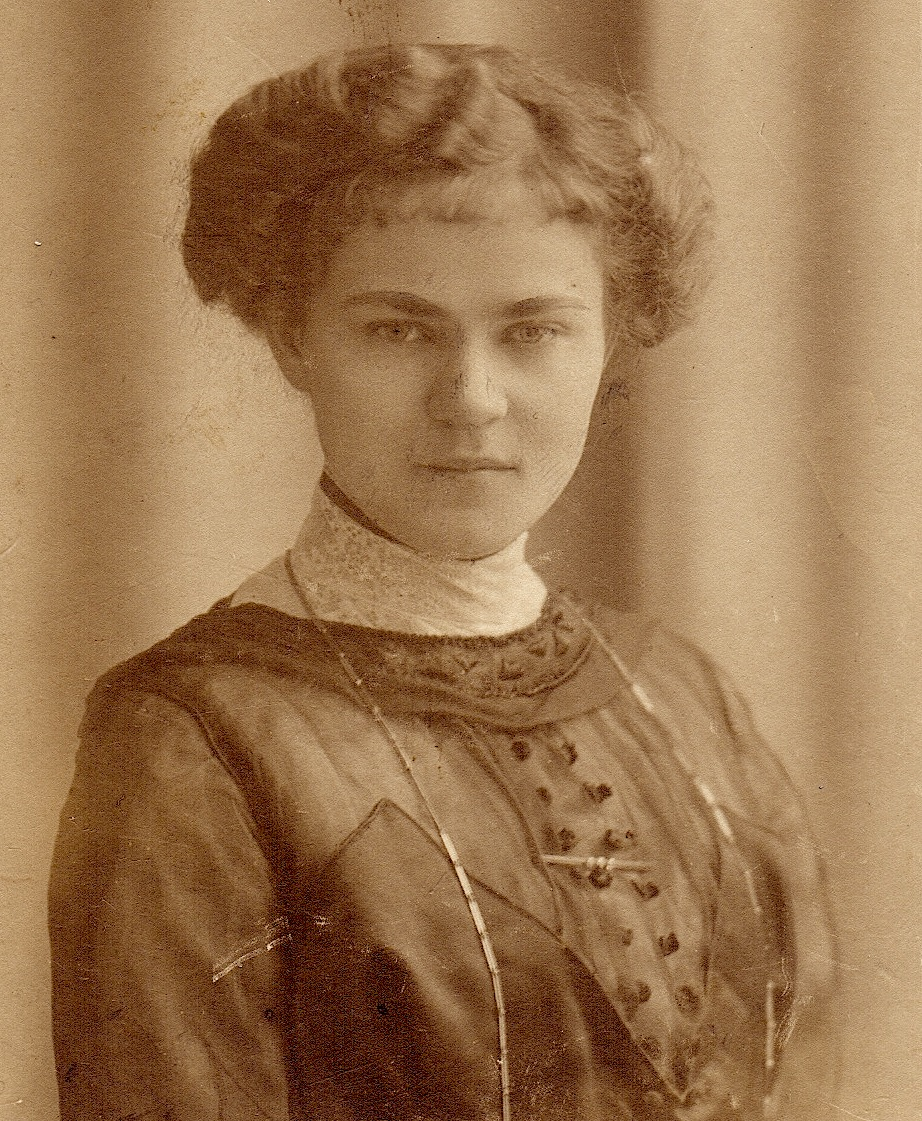
Ok. 1912 r.

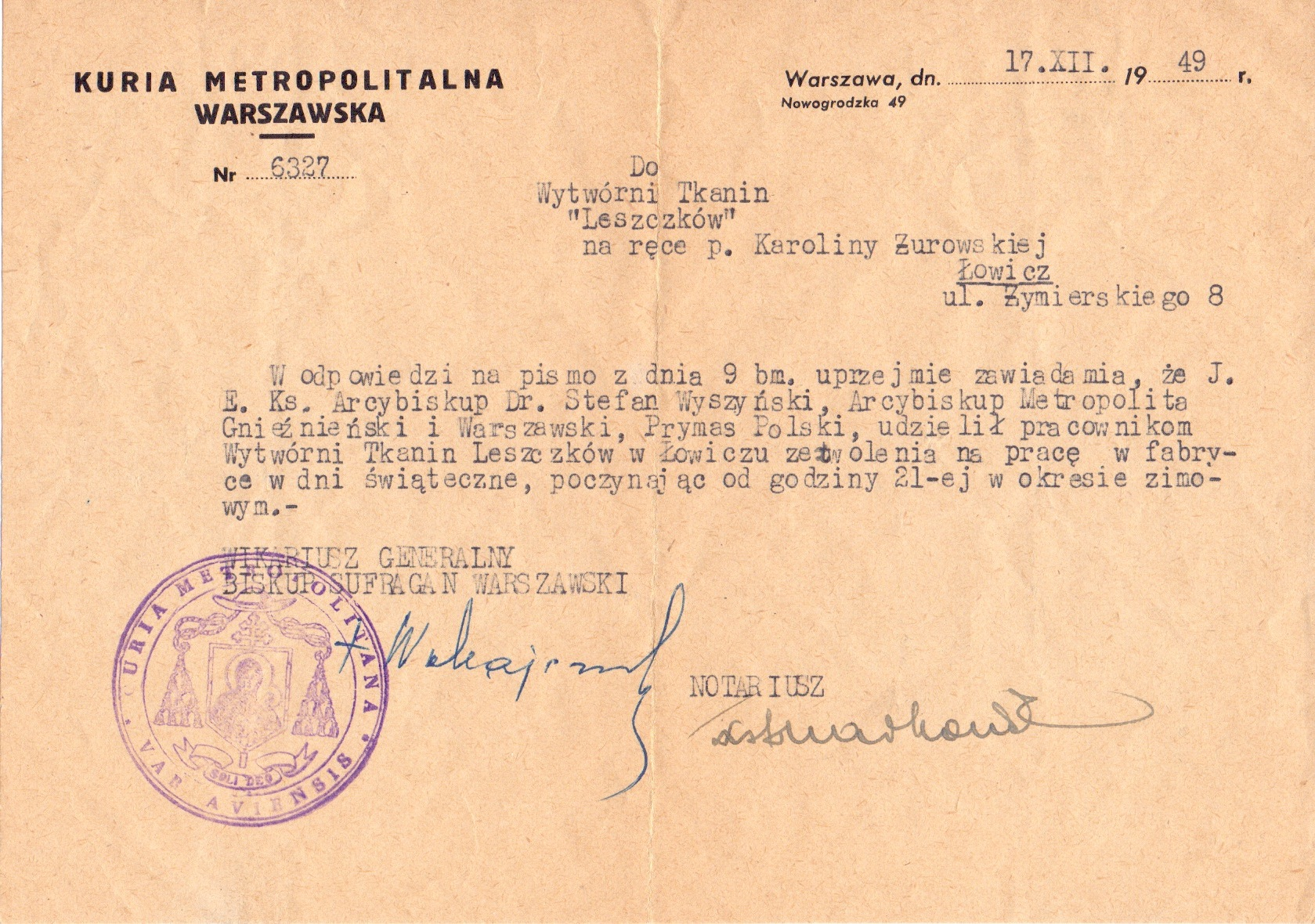

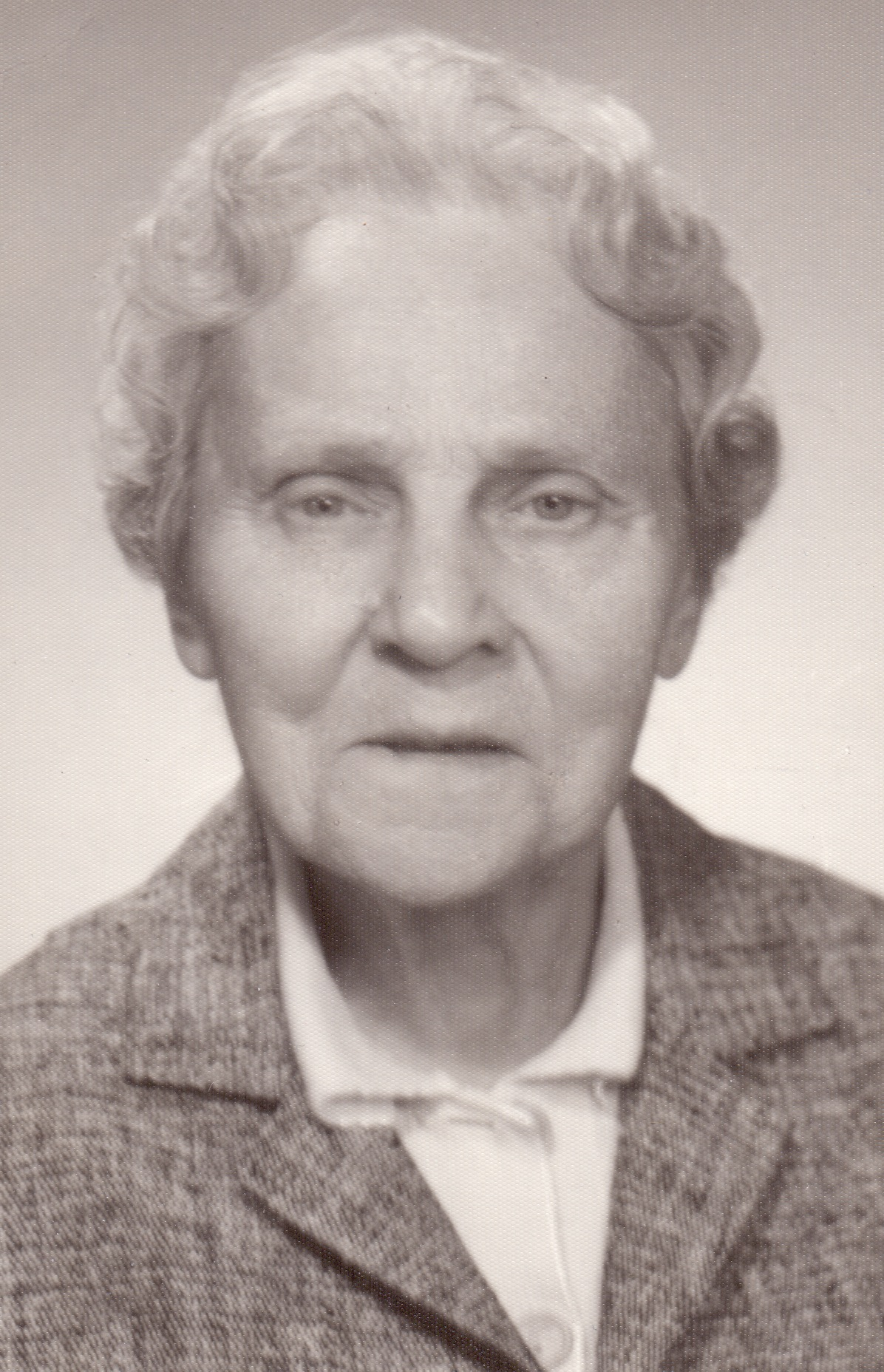
W Szwecji ok. 1975 r.

### Młodość
Urodziła się 29 kwietnia 1891 roku w Przemyślu jako szóste i najmłodsze dziecko Heleny (1850-1932) z Szumlańskich i Wincentego Kraińskiego (1844-1924). Wychowanka SS. Niepokalanek w Jarosławiu i Jazłowcu.

### Małżeństwo
25 czerwca 1913 roku wyszła za mąż za Romana Żurowskiego z którym 11 września 1919 r. kupiła majątek Leszczków, 352 ha ziemi z młynem i gorzelnią.
W majątku w Leszczkowie w 1927 r.rozpoczęła wraz z mężem produkcję samodziałów z 100% wełny, które dzięki ich wysokiej jakości oraz artystycznym uzdolnieniom Karoliny (sama tworzyła wzory), zdobyły rynek wewnętrzny w Polsce (sprzedawane w 13 sklepach firmowych) jako ekskluzywne materiały ubraniowe. Na wystawach w Paryżu (1937) i w Nowym Jorku (1939) wyroby Leszczkowa zostały wyróżnione nagrodami.
W 1935 r. po pożarze fabryki w Leszczkowie przeprowadziła się na dwa lata do Bielska i Skoczowa razem z dyr. ds. produkcji Janem Szpunarem i częścią majstrów, gdzie wynajęta została część fabryki Zipsera. Przez dwa lata nadzorowała proces produkcji materiałów aż do otwarcia odbudowanej (nowej) fabryki w Leszczkowie 11 września 1937 r..

### II wojna światowa
Po wybuchu II wojny światowej przeprowadziła się wraz z mężem i córkami do Warszawy, skąd nadal prowadzili przedsiębiorstwo Leszczków. 30 grudnia 1942 r. została razem z mężem i córkami aresztowana w mieszkaniu przy ul. Brackiej 13. Donos złożył ksiądz greckokatolicki Josyp Kładoczny, konfident Gestapo, sekretarz arcybiskupa Andrzeja Szeptyckiego metropolity Lwowa. 17 stycznia 1943 r. wraz z córkami została przewieziona z Pawiaka do obozu koncentracyjnego na Majdanku. Mąż został na Pawiaku i był przesłuchiwany w siedzibie Gestapo przy al. Szucha. Z przesłuchania 30 marca 1943 r. nie wrócił już na Pawiak. Ciało jego nie zostało odnalezione.
19 stycznia 1944 r. wraz najstarszą córką Marią i najmłodszą Klimą (Anna zmarła na Majdanku 19/8 1943 r.) została przewieziona do obozu w Ravensbrück. Po wyzwoleniu obozu przez wojska radzieckie pod koniec kwietnia 1945 r., wróciła do Krakowa.

### PRL
Jesienią 1945 r. założyła Studio Artystyczne „Samodział” i zaczęła organizować produkcję tkanin w Bielsku razem z Karolem Borysowiczem, dyrektorem ds. handlowych i wspólnikiem Zakładów Przemysłowych z Leszczkowa, i swoim szwagrem Adamem Żurowskim, który objął stanowisko zarządcy. Mieszcząca się przy ul. Nad Ścieżką 4 mała fabryczka działała pod tą nazwą aż do 7 maja 1948 r., kiedy sąd rejonowy w Cieszynie zarejestrował przeniesienie siedziby Zakładów Przemysłowych Romana Żurowskiego „Leszczków” Sp. z o.o. z Leszczkowa do Bielska. W zakładzie tym znaleźli zatrudnienie dawni pracownicy z Leszczkowa By połączyć wszystkie działy pod jednym dachem firma w 1948 r. została przeniesiona do Czechowic Południowych, gdzie znaleziono duży lokal po drukarni biletów kolejowych.
Jednocześnie 19 listopada 1946 r. z Karolem Borysowiczem i inż. Janem Szpunarem, dyrektorem ds. technicznych w Leszczkowie założyła firmę „Leszczków” Wytwórnia Tkanin Sp. z o.o. w Łowiczu i uruchomiła tam produkcję. W 1948 r. przewieziono krosna i maszyny z fabryki z Leszczkowa. Karol Borysowicz objął stanowisko prezesa zarządu.
Po kilku latach dochodowej działalności firma została upaństwowiona 28 czerwca 1950 r. i przejęta przez Cepelię.

### Szwecja
Po utracie możliwości zarobkowania i utrzymania się, w grudniu 1956 r. wyjechała do najstarszej córki Marii do Lund w Szwecji, gdzie pomagała zawodowo pracującej córce w prowadzeniu domu i wychowywała wnuki. Zmarła 5 czerwca 1980 w Lund. Została pochowana w grobie rodzinnym na tamtejszym cmentarzu Norra Kyrkogården.

## Dzieci
Pierwsze dziecko straciła w 1914 roku. W Podłużu urodził się Wincenty Stanisław (1915-1994) i Maria Helena (1916-1999). Stanisław Andrzej (1918-1996) urodził się w Perespie, majątku rodziców Karoliny, Wanda (1920-1920) i Anna Felicja (1922-1943), zmarła na Majdanku) urodziły się w Leszczkowie, a Klementyna Maria (1924) w Perespie.

## Zarządzanie majątkiem rolnym
Od 1927 r. przejęła na siebie obowiązek zarządzania majątkiem rolnym i hodowlą zwierząt (owce rasy pomorskiej i barany rasy Île-de-France, krowy rasy polskiej czerwonej). Była do tego przygotowana od młodości wychowując się w majątku ziemskim rodziców w Persepie. Dzięki jej zaangażowaniu w prowadzenie domu i majątku ziemskiego, mąż mógł całkowicie zająć się budową firmy Leszczków.

## Zaangażowanie społeczne
Była osobą wrażliwą społecznie i pomagała ludziom biednym w Leszczkowie. Ze Szwecji wysyłała swoje skromne oszczędności na różne cele charytatywne, m.in. na dom samotnej matki im. Teresy Strzembosz w Chyliczkach.